# Rachel Denhollander
Rachel Joy Denhollander (Kalamazoo, 8 de dezembro de 1984) é um advogada e ex-ginasta norte-americana. Ela foi a primeira mulher a acusar publicamente a Larry Nassar, ex-médico da Universidade de Michigan de agressão sexual. Em 2018, apareceu na lista de 100 pessoas mais influentes do ano pela Time.